# دیدگاه مکتب اتریشی درباره تاریخ اندیشه اقتصادی
دیدگاه مکتب اتریشی درباره تاریخ اندیشه اقتصادی (به انگلیسی: An Austrian Perspective on the History of Economic Thought) کتاب دو جلدی نوشته موری روتبارد است. روتبارد گفت که او در ابتدا قصد داشت یک "کتاب استاندارد آدام اسمیت تا به امروز با اندازه متوسط" بنویسد اما دامنه پروژه را گسترش داد تا اقتصاددانانی را که قبل از اسمیت بودند در بر گیرد و مجموعه ای چند جلدی را نوشت اما روتبارد تنها دو جلد یعنی «اندیشه اقتصادی قبل از آدام اسمیت» و «اقتصاد کلاسیک» را تکمیل کرد.